# Ledesma (flygplats)
Ledesma är en flygplats i Argentina.   Den ligger i provinsen Jujuy, i den norra delen av landet, 1 300 km norr om huvudstaden Buenos Aires. Ledesma ligger 420 meter över havet.
Terrängen runt Ledesma är platt åt sydost, men åt nordväst är den kuperad. Närmaste större samhälle är Libertador General San Martín, 4,8 km nordväst om Ledesma.
Trakten runt Ledesma består till största delen av jordbruksmark. Runt Ledesma är det ganska glesbefolkat, med 29 invånare per kvadratkilometer.